# 凯迈奈什赫杰斯
凯迈奈什赫杰斯，是匈牙利维斯普雷姆州所辖的一个村，总面积26.08平方公里，总人口516，人口密度19.8人/平方公里（2010年1月1日）。